# 大村市立萱瀬中学校
大村市立萱瀬中学校（おおむらしりつ かやぜちゅうがっこう）は、長崎県大村市田下町にある公立中学校。略称「萱中」（かやちゅう）。

## 概要
歴史
1947年（昭和22年）4月の学制改革により新制中学校として開校した。
校区
大村市立萱瀬小学校、大村市立黒木小学校の通学区域。
大村市荒瀬町、原町、宮代町、田下町、中岳町、黒木町
校歌
1951年（昭和26年）に制定。作詞は朝長一郎、作曲は染田貞による。3番まであり、3番に校名の「萱瀬中学」が登場する。

## 沿革
- 1947年（昭和22年）4月1日 - 学制改革（六・三制の実施）が行われる。
  - 旧・萱瀬国民学校の初等科が改組され、大村市立萱瀬小学校が発足。黒木分教場を黒木分校、南川内分教場を南川内分校とする。
  - 旧・萱瀬国民学校の高等科と萱瀬青年学校の普通科が改組され、「大村市立萱瀬中学校」（新制中学校）が発足。小学校校舎の一部を使用。
- 1948年（昭和23年）10月 - 中学校校舎・教室が完成。
- 1950年（昭和25年）7月 - 田下（現在地）に校舎（8教室）が完成。小学校との併設を解消。
- 1951年（昭和26年）4月 - 校歌を制定。
- 1953年（昭和28年）3月 - 初代の校旗を制定。
- 1955年（昭和30年）5月 - 2教室を増築。
- 1962年（昭和37年）4月 - 運動場を拡張。
- 1972年（昭和47年）3月 - 体育館が完成。
- 1973年（昭和48年）9月 - プールが完成。
- 1978年（昭和53年）
  - 3月 - 鉄筋コンクリート造の新校舎2棟が完成。
  - 7月 - 創立30周年記念碑を建立。
- 1979年（昭和54年）4月 - 長崎県立ろう学校との交流教育を開始。
- 1990年（平成2年）1月 - クラブハウスが完成。
- 1993年（平成5年）
  - 1月 - パソコンおよび関連機器を設置。
  - 11月 - 体育館を改装。
- 1994年（平成6年）9月 - 水洗トイレの供用を開始。
- 1997年（平成9年）
  - 2月 - 生徒手帳を発行。
  - 4月 - 制服を男女共にブレザーに改定。
- 1999年（平成11年）
  - 2月 - 運動場を拡張。
  - 4月 - 大村市簡易水道に接続。
- 2000年（平成12年）4月 - インターネットに接続。
- 2010年（平成22年）
  - 8月 - 太陽光パネルを設置。
  - 11月 - 校舎耐震化工事が完了。
- 2011年（平成23年）11月 - 体育館の耐震化工事が完了。

## アクセス
最寄りの国道・県道
- 国道444号

## 周辺
- 大村市立萱瀬小学校
- 萱瀬郵便局

## 参考資料
- 大村市の教育 平成25年度 (PDF)  - 大村市ウェブサイト
- 「大村市史 下巻」（1961年（昭和36年）2月11日発行、大村市役所）

## 関連事項
- 長崎県中学校一覧